# Аллоды Онлайн
«Аллоды Онлайн»  — фэнтезийная многопользовательская ролевая онлайн-игра. Игру разрабатывает студия Allods Team, но c 2019 года половина команды и сама игра перешла под крыло IT Territory. В 2022 году оперирование и разработка игры перешли в компанию Astrum Entertainment.  Открытый бета-тест «Аллодов Онлайн» был начат 15 октября 2009 года. Релиз состоялся 21 октября 2010 года.
«Аллоды Онлайн» официально запущены в России, Европе, Турции.

## Описание

### Игровой процесс
Комбинированный игровой процесс — наряду со стандартным классическим для MMORPG-жанра игровыми активностями (сражениями с монстрами, выполнением заданий, улучшением характеристик своего персонажа и т. п.) в «Аллодах Онлайн» существуют так называемые астральные путешествия на собственных кораблях. По первоначальной концепции астральные корабли должны были предлагаться трёх видов — от одноместных «яхточек» до клановых «галеонов», но самым распространённым должен был стать групповой корабль, рассчитанный примерно на 6 игроков. На второй стадии ЗБТ разработчики полностью отказались от одноместных кораблей, заявив, что они противоречат концепции игры. В настоящее время существуют лишь групповые корабли, вмещающие команду из 6 игроков. Тем не менее, опытные игроки могут летать в одиночку, но такие полёты намного сложнее и опаснее полёта группой. При выходе в Астрал надо быть готовым к самым разным неожиданностям: как к опасным проявлениям самого Астрала (магические аномалии, искривления пространства, астральные бури и т. д.), так и к PvE- и PvP-сражениям в Астрале.

### Особенности игры
Лига — это своего рода Новгородское княжество. Большие города здесь редкость. Жители предпочитают крохотные деревеньки вдалеке от портов и цивилизации. Несколько избушек, зелёный луг — в Кании тихо и спокойно. Ветер покачивает березки, жители стоят у своих домиков.
В Империи можно найти и памятники вождям, и зал советов, и огромные фонтаны возле правительственных зданий. Повсюду находятся ссылки на СССР.
Существуют также другие отсылки к историческим и культурным явлениям современной действительности. Например, раса орков в «Аллодах Онлайн» с одной стороны, представляет собой классических для жанра «фэнтези» созданий — здоровенных, брутальных чудовищ, но с другой — орки в «Аллодах Онлайн» играют в футбол, пиная гоблина, и носят шарфы, расцветкой напоминающие символику футбольных клубов — то есть являются отсылкой к субкультуре футбольных хулиганов.

### Условно-бесплатная модель распространения
Существуют игровые серверы с бизнес-моделью free-to-play, когда сама игра абсолютно бесплатна (как клиент игры, так и игровое время, то есть отсутствует абонентская плата), однако есть внутриигровой магазин «Лавка Редкостей», в котором пользователи могут приобрести некоторые внутриигровые бонусы.
Ряд предметов из лавки редкостей, например «руны» и «пятая ступень покровительства», позволяют заметно усилить игрока.
Прочие предметы предназначены для ускорения развития персонажа (например, свитки опыта и репутации), а также для улучшения не боевых параметров персонажа (сумки и сейфы увеличенных размеров, предметы для профессий, торговли и т. п.), предметы, усиливающие на время характеристики персонажа (зелья), а также некоторые средства перемещения.
Ряду товаров из лавки редкости есть альтернатива в игре, кроме того, владельцы регулярно проводят разного рода акции, при участии в которых есть шанс получить какой либо приз (аналогов которому нет ни в игре, ни в лавке редкостей), либо утешительный приз. Для игроков, редко посещающих игру, владельцами игры рассылаются подарки, величина которых зависит от времени отсутствия в игре.
Тем не менее игрокам, не вкладывающим средств в игру или вкладывающим понемногу, следует помнить, что им будет сложнее получить доступ ко всему контенту игры. Набрать должный уровень экипировки без заметных вложений в лавку редкости либо без помощи хорошо экипированных друзей будет очень сложно, и это займет длительное время. Также ряд рейдовых приключений будет недоступен, потому что пройти данные приключения смогут только хорошо экипированные игроки. Также им будет сложнее вести игру в разного рода PVP активностях, в которых на результат игры серьёзно влияет не только уровень экипировки, но и разного рода бонусы, приобретенные за кристаллы.
В столице каждой фракции располагается специальный персонаж, позволяющий обменивать внутриигровую валюту (золото) на кристаллы и обратно. Курс обмена формируется динамически. По информации от разработчиков, колебания курса привязаны к общему количеству совершенных сделок на сервере.
На осень 2019 года средний курс составлял 22 000 золотых монет за 1 кристалл.

### Подписочная модель распространения
15 января 2013 года был открыт первый подписочный сервер игры — «Нить Судьбы».
Игровой клиент бесплатен, однако для получения доступа к игровому процессу игроку необходимо оформить подписку (бизнес-модель распространения pay-to-play).
Подписка оформляется только на месяц. Вариантов подписки на меньший срок не предусмотрено.
На сервере отсутствует внутриигровой магазин «Лавка Редкостей» и, как следствие, возможность приобретения дополнительных платных услуг. Однако часть товаров из данного магазина игроки могут либо получить в процессе игры, либо приобрести за игровую валюту у специальных персонажей.
В марте 2022 года, в связи с уходом Blizzard из России, и как следствие - невозможность оплатить подписку в WoW, в течение месяца экстренно открыты ещё 4 подписочных сервера.

## Сюжет
Тысячи лет назад Сарнаут был цветущей планетой. Населявшие его люди и представители других рас развивали ремесла, возделывали земли, вели торговлю, воевали — словом, вели обычную жизнь. Великий Катаклизм, расколовший мир на аллоды, навсегда изменил привычный уклад.
До Катаклизма существовало несколько континентов, отличающихся друг от друга как климатом, так и представленными на них расами и государствами. Одним из главных континентов был Йул — самый большой из континентов и самый густонаселенный. Географически Йул располагался в южном и северном полушариях планеты, на его территории были представлены почти все климатические пояса. Именно на Йуле возникли первые очаги цивилизации людей.
Одно из первых государств людей было создано представителями племени джунов. Эта великая империя существовала многие годы, пока не была уничтожена древним Проклятьем. Причины гибели джунов долгое время являлись предметом ожесточённых споров историков, да и сейчас, когда обнародованы «Откровения Тка-Рика» (последнего из джунов) немало находится тех, кто не хочет верить в «демоническую» версию гибели этого народа!.

### Страны и государства

#### Империя
Объединение, возглавляемое Хадаганом, ставит общее благо превыше частного.
Основано Великим Магом Незебом.
Управляется ставленником Незеба — Яскером.
Прототипом при создании послужил СССР.

#### Лига
Возглавляемое Канией объединение провозглашает личностную свободу.
Основано Великим Магом Тенсесом.
У каждого аллода есть собственные правители.
Возглавляют Лигу — Великий Маг Кватоха и Глава Конклава Айденус, другие члены Конклава Великих Магов Лиги: Смеяна и Богша, а также Совет Наместников: Глава Совета Воисвет Железный, Наместник Форокса Иван Подвижник и Наместник Умойра Смеяна.
Прототипом при создании послужила Новгородская Русь.

Это две России на самом деле. Это Россия, которая могла бы быть такой, если бы мы пошли по пути большей торговли, ещё с исторических времён у нас, например, не было бы такого сильного противника, как татаро-монгольское иго, которое заставило нас объединиться и противостоять ему, а мы бы остались набором удельных княжеств, торгующих друг с другом, изредка враждующих, чаще всего находящихся в дружеских отношениях, процветала бы торговля, ремесленичество, и мы бы развивались как сообщество торгующих государств (то, что стало с западной Европой во многом) — более демократическое, свободное государство, которое построено на свободе каждого человека, на природных ресурсах, богатстве, торговле. И с другой стороны это Россия советская, объединённая жестким руководителем, стоящим во главе, которая индустриальна, где каждый человек готов принести себя в жертву ради великого блага своей родины. Это верно и для канийцев, но они сражаются каждый за что-то своё и во благо единой Кании, а здесь благо своего государства находится во главе угла — государство больше, чем отдельный человек. Как следствие, оно более тоталитарно.
— Александр Мишулин, геймдизайнер, креативный директор
Этот конфликт между двумя государствами, он стержневой, основной для нашей игры, потому что он продолжается и сейчас. Во время «катаклизма» по понятным причинам он затих, теперь опять разгорелся с новой силой.
— Сергей Величко, сценарист
Брали всё с улиц, с Москвы. Кания это Красная площадь, церкви все старые, старые переулки типа старого арбата. Ханган (sic!) это ВДНХ, метрополитен, сталинский монументализм, всё в таком духе. Орки это жители спальных районов (Отрадного, например), просто рабочие парни.
— Александр Горбатюк, руководитель команды разработки персонажей
Эльфы олицетворяют красоту, гламур, ту жизнь, которую мы представляем за воротами Рублёвки.
— Александр Мишулин, геймдизайнер, креативный директор

## Разработка
«Аллоды Онлайн» — продолжение игровой серии «Аллоды», разработчиком которой была студия Nival Interactive. Первая игра серии, «Аллоды: Печать Тайны», была выпущена в 1998 году и стала первым в истории российской игровой индустрии коммерческим проектом, вышедшим на западном рынке (под названием «Rage of Mages»). «Аллоды II: Повелитель душ» (1999) и «Проклятые земли» (декабрь 2000) закрепили успех линейки на западном рынках и дали жизнь множеству неофициальных модификаций и дополнений.
В 2006 году на базе студии-разработчика Nival Interactive была создана компания Nival Online (впоследствии Astrum Nival), которая фокусировалась уже только на онлайн-играх. «Аллоды Онлайн» стали первой собственной разработкой компании Nival Online.
В декабре 2009 года Mail.ru объявила о покупке 100 % акций компании Astrum Online Entertainment. Таким образом, фактическим владельцем игры «Аллоды Онлайн» стала Mail.ru Games.
4 августа 2015 года студия AllodsTeam анонсировала глобальные изменения в многопользовательской игре «Аллоды Онлайн». Начиная с осени, игра изменит направление развития, что, в свою очередь, затронет систему экипировки, характеристики, классы и многое другое. В версии 7.0 разработчики решили отказаться от старого процесса создания и повышения качества экипировки с помощью улучшителей. Отныне все предметы можно будет получить в готовом виде, забрав в качестве трофея после убийства монстра или создав в кузнице. Благодаря этому поклонникам PvP-сражений не придется тратить время на рядовые приключения, а новички смогут достать хорошую экипировку даже в одиночных активностях. На новых предметах появится 24 дополнительных характеристики, которые будут использоваться в специфических ситуациях. Кроме того, в рамках обновления 7.0 будет проведена самая масштабная переделка классов в истории «Аллодов Онлайн»: все они будут приведены к единым принципам.
В 2022 году команда разработки перешла в компанию Astrum Ent.
В 2022 году произошел рост интереса к игре, на фоне ухода World of Warcraft из России. В связи с большим количеством игроков, пришедших на бесплатный 2-х недельный период, разработчики сообщили о запуске четырех подписочных серверов, но спустя год оставили лишь один. В начале января 2024 стало известно, что игра уходит с платформы Steam и остается доступной только на сервисе VK Play, игрокам были разосланы инструкции, как осуществить перенос прогресса с платформы на платформу.

## Игровой процесс

### Классы персонажей
Существует одиннадцать классов персонажей. Выбор одной из игровых рас добавляет ряд особенностей к выбранному классу. Каждый класс представлен двумя, иногда одной, расой с каждой из воюющих сторон. В обновлении 5.0 появился новый класс — Инженер. В обновлении 6.0 появилась новая раса, общая для Лиги и Империи — Прайдены. В обновлении 8.0 появилась раса Аэдов, общая для Лиги и Империи. В обновлении 9.0 появился новый класс — Демонолог.
| Раса/Класс | Канийцы   | Эльфы        | Гибберлинги | Хадаганцы   | Восставшие   | Орки      | Прайдены  | Аэды        |
| ---------- | --------- | ------------ | ----------- | ----------- | ------------ | --------- | --------- | ----------- |
| Воин       | Ратник    | -            | Вояки       | Солдат      |              | Боец      | Страж     | Преторианец |
| Храмовник  | Витязь    | Паладин      | -           | Комиссар    | -            | Каратель  | Заступник | Прелат      |
| Разведчик  | Лучник    | -            | Проныры     | Диверсант   | -            | Головорез | Следопыт  | Сагиттарий  |
| Жрец       | Священник | Капеллан     | -           | Политрук    | Настоятель   | -         | Хранитель | Теург       |
| Волшебник  | Чародей   | Магистр      | -           | Специалист  | Заклинатель  | -         | Ворожей   | Гоэт        |
| Язычник    | Друид     | -            | Знахари     | Егерь       | -            | Шаман     | Зверолов  | -           |
| Мистик     | Мудрец    | Оракул       | Провидцы    | Адепт       | Мыслитель    | Тиран     | Ведун     | Авгур       |
| Некромант  | Колдун    | Чернокнижник | -           | Реаниматор  | Целитель     | -         | -         | -           |
| Бард       | Скальд    | Менестрель   | -           | Агитатор    | -            | Гастролер | Сказитель | Орфей       |
| Инженер    | Механик   | -            | Канониры    | Конструктор | Изобретатель | -         | -         | -           |
| Демонолог  | Еретик    | Метаморф     | -           | Оккультист  | Гомункул     | -         | -         | Каббалист   |

### Перерождение
В игре есть возможность выбрать и другие классы для перерождения из прародителя (основного персонажа), добавляются новые способности от класса прародителя, перерождению сразу, а прародителю от перерождения после достижения максимального уровня персонажа. Сюжет для перерождения начинается с 4 уровня без прохождения начального приключения. Основные внутриигровые ценности (руны, 5 покровительство, маунты, астральный корабль(в том числе и его улучшения) и т. д.) из «Лавки редкостей» доступны перерождению переданные прародителем. Ссылка

## Музыка
Музыкальные темы, звучащие в «Аллодах Онлайн», созданы Владиславом Исаевым — создателем электронного проекта Scann-Tec, композитором Марком Морганом — автором музыки к первым двум частям серии Fallout и Planescape: Torment и Михаилом Костылевым («Lind Erebros»), также известным по саундтреку для игры «King's Bounty: Легенда о рыцаре».
Полноценный симфонический саундтрек для новой версии «Аллоды Онлайн» был записан силами Центрального симфонического оркестра Министерства обороны России и Академического большого хора (руководитель и дирижёр — Борис Тараканов). Для новых обновлений игры в создании саундтрека принимали участие игровые композиторы Михаил Котов и Dmitry V. Silantyev, известные по таким играм, как Pathfinder: Kingmaker, Pathfinder: Wrath of the Righteous.

## Награды
- Лучшая on-line игра КРИ-2008
- Лучшая игра КРИ-2009
- Приз зрительских симпатий КРИ-2009
- Лучшее звуковое оформление КРИ-2012